# Rak (astrologia)

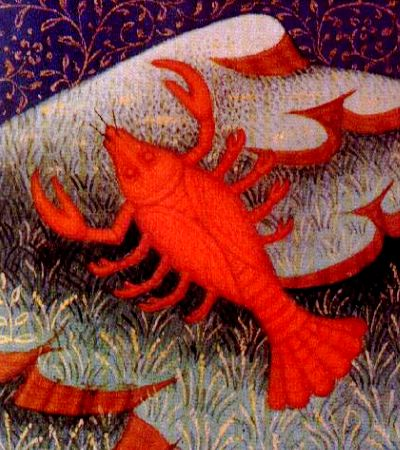
Znak Raka

Rak (♋) (łac. Cancer) – czwarty astrologiczny znak zodiaku. Przypisuje się go urodzonym w czasie obserwowania Słońca w tym znaku, to znaczy na odcinku ekliptyki pomiędzy 90° a 120° długości ekliptycznej. Wypada to między 20/21 czerwca a 22/23 lipca – dokładne ramy czasowe zależą od rocznika. Czasem przyjmuje się umowne granice – według Evangeline Adams (1868–1932) był to okres między 22 czerwca a 24 lipca. Znak Raka przypisuje się również osobom urodzonym w trakcie wschodzenia tego znaku.
W starożytnej Grecji przedstawiany był również pod postacią ośmiornicy. Jako skorupiak chodzący do tyłu spowalnia bieg Słońca (w tym okresie Słońce najdłużej utrzymuje się na nieboskłonie). Wśród neoplatoników istniało przekonanie, iż gwiazdozbiór Raka jest jednym z dwóch wrót przez które przechodzą dusze i zstępują na ziemię by tam zamieszkać w wybranym ciele.
W sztuce przedstawiany był różnie, pod postacią kraba, langusty a nawet ośmiornicy oraz za pośrednictwem motywów pochodzących z mitów o pozycji gwiazdozbioru na niebie. W bardzo obrazowy sposób przedstawił go włoski malarz Giovanni Maria Falconetto w swoich freskach w Sali Zodiaku w Palazzo d’Arco w Mantua powstałych w 1517 roku.

## Znak raka w astrologii
Rak reprezentuje przesilenie letnie. Jest znakiem trygonu wodnego i domem Księżyca. W astrologii jest znakiem będącym pod wpływem Księżyca i kojarzą go z podświadomością, jasnowidzeniem i płodnością. Odpowiada macierzyństwu. Swoją opiekę rozciągał nad Armenią, Afryką i Holandią.